# Chorro de entrada posterior

Flujo de aire conceptual en una línea de turbonada con el chorro de entrada trasero mostrado

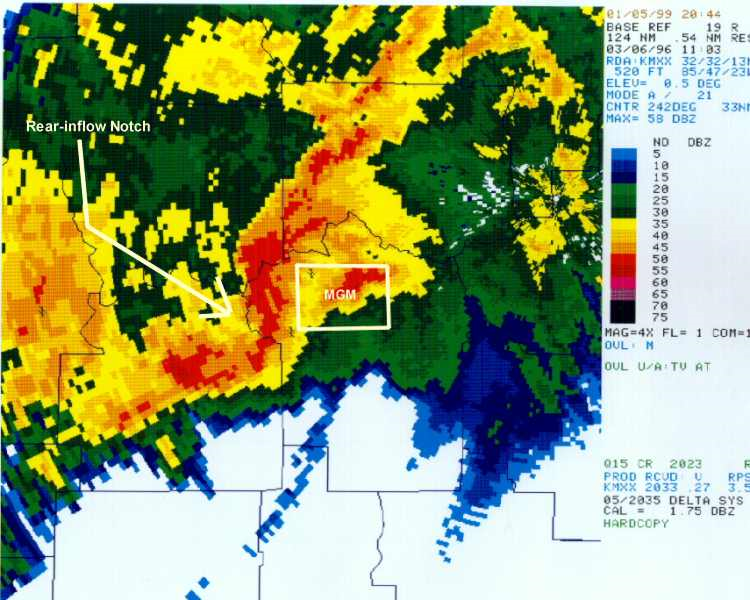
Muesca de entrada trasera causada por el hundimiento del avión detrás de una línea de eco de proa

El chorro de entrada posterior o chorro de entrada trasera es un componente de los ecos en arco en un sistema convectivo de mesoescala que ayuda a crear una piscina fría más fuerte y una corriente descendente. El chorro se forma como respuesta a una circulación convectiva que tiene inclinación ascendente y gradientes de presión horizontales. La piscina fría que surge del flujo de una tormenta forma un área de alta presión en la superficie. En respuesta a las temperaturas altas y más cálidas en la superficie debido a la convección atmosférica, se forma un mesolow de nivel medio detrás del borde de ataque de la tormenta.
En un área de nivel medio de baja presión, el aire es aspirado bajo la región estratiforme de precipitación. A medida que el aire entra por la parte trasera de la tormenta, comienza a descender a medida que se acerca a la línea frontal de las células. Antes de alcanzar el borde de ataque, el chorro desciende a la superficie como una fuerte corriente descendente, creando vientos en línea recta.
Cualquier sistema convectivo maduro de mesoescala es capaz de desarrollar su propio chorro de entrada posterior, pero quedan dudas sobre qué influye en la fuerza del chorro. Si bien los efectos diabáticos de la sublimación, la fusión y la evaporación influyen en la fuerza del chorro, estos efectos no tienen en cuenta los casos con fuertes chorros de entrada trasera. Sin embargo, los efectos diabáticos son responsables de que el chorro se desplome detrás del borde de ataque del MCS. El hundimiento del chorro comienza cuando el flujo de entrada de nivel medio pasa por debajo de la nube estratiforme que se arrastra antes de descender a la capa de fusión.
Hay otros factores que contribuyen a la fuerza de cualquier chorro de entrada trasero. La fuerza de un chorro de entrada trasero se puede aumentar considerablemente con vórtices inducidos al final de la línea, llamados "vórtices de final de línea" o "vórtices de extremo de libro". Estos vórtices en cada extremo de la línea ayudarán a reforzar la entrada trasera hacia el centro de la línea. El otro factor que puede ayudar a fortalecer el chorro es un entorno en el que el flujo a gran escala está alimentando/forzando aire de nivel medio hacia la parte trasera de la tormenta.